# Acacia phlebopetala
Acacia phlebopetala är en ärtväxtart som beskrevs av Bruce R. Maslin. Acacia phlebopetala ingår i släktet akacior, och familjen ärtväxter.

## Underarter
Arten delas in i följande underarter:
- A. p. phlebopetala
- A. p. pubescens